# 地球上水的来源

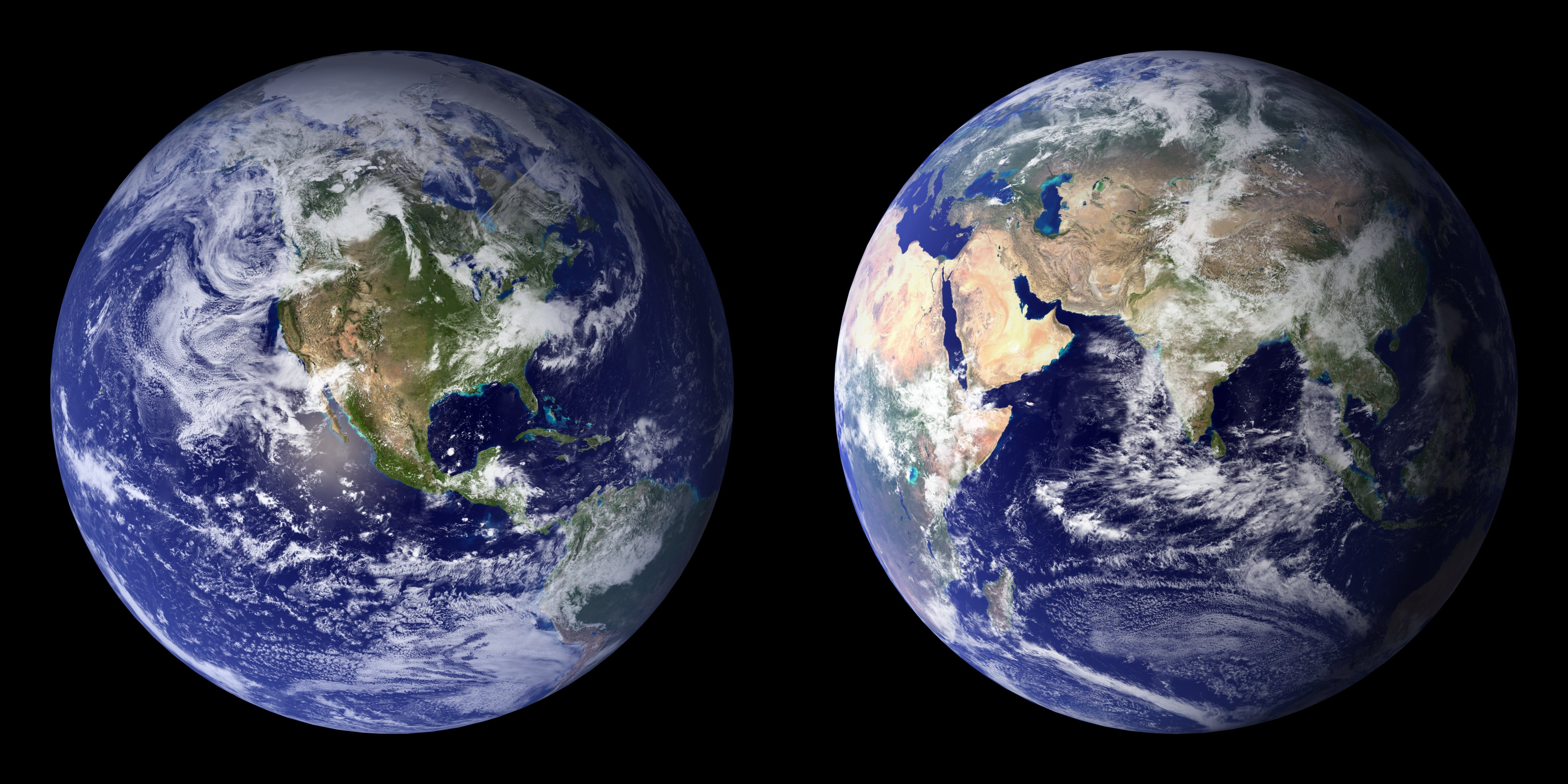
地球表面積的71%受到水的覆蓋

研究地球水的起源的工作涵蓋行星科學、天文學和天體生物學等領域。地球因其表面存有大量液態的水，在太陽系類地行星中是顆獨一無二的海洋行星。这是因為地球处于適居帶，與太陽的距離夠遠，水分不會因过度蒸发成气态的水蒸气而逃逸到外太空；但又不距離太陽過遠，讓氣溫過低而導致地表水都結成固态的冰。此外，地球自身的行星质量也足够大，使得重力足以束缚（除氢气和氦气以外的）大部分气体形成大气层，并因为大气内的自然对流出现了水循环。液態水是所有已知生命形态（特别是细胞生物）生化反应所需的溶剂，其長期存在於地球表面是生命得以生存、繁衍和演化的基础。
人們長期以來一直認為地球的水並非源自其位於原行星盤的區域，反而假設水和其他揮發成分是在地球形成歷史的後期從外太陽系的天体（如彗星）通过撞击輸送到地球。然而最近的研究顯示地球內部的氫在海洋形成中曾發揮過作用。這兩種想法並不相互排斥，因為也有證據顯示水是通過與主小行星帶外緣的小行星（其成分與冰冷星子相似）的撞擊，而後輸送到地球。

## 地球上水的歷史

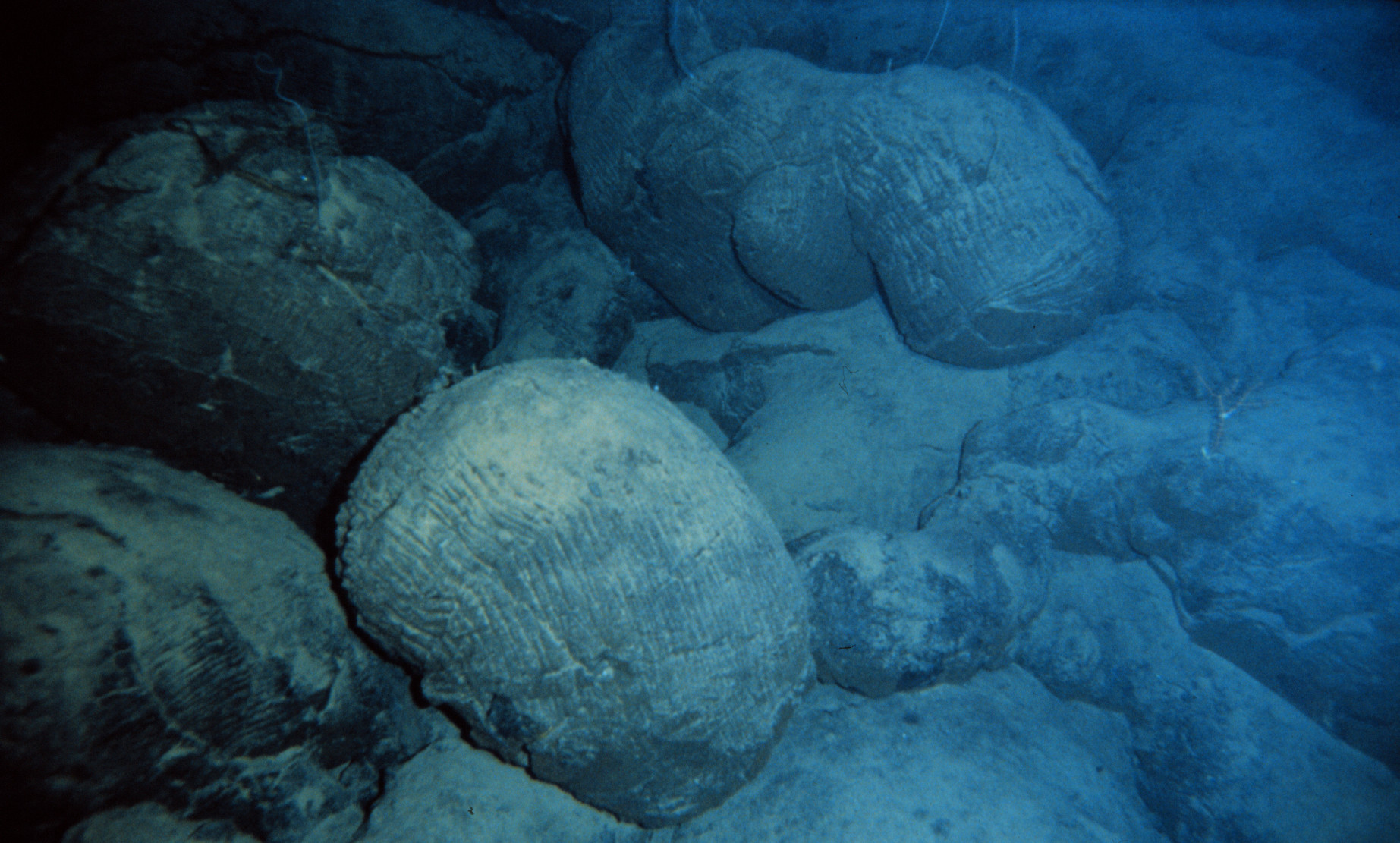
靠近夏威夷附近海底的枕形玄武岩，由海底火山熔岩接觸海水所形成。遠古的此種枕型玄武岩是地球很早即有大型水體的證據。

估計水在地球上出現的時間，需考慮到的一個因素是它會不斷通过大气逃逸流失到外太空。大氣中通過紫外线的光分解作用分解水所產生的游離氢气會逃離地球引力的束缚。當地球年輕又同時質量尚小時（如混沌代的早期地球），因为地表温度较高且重力尚低，水更容易气化成高温水蒸气并流入太空。預計當時的氫和氦等較輕的挥发成分會不斷由大氣向外洩漏，但從現代大氣中觀察到較重的惰性氣體的同位素豐度，顯示在地球早期即使是大氣中的較重元素也曾發生過重大喪失，特別是透過計算氙的含量來研究水隨著時間演進而發生的損失，是種很有效的方法。氙不僅是種惰性氣體（因此不會經與其他元素發生化學反應而從大氣中去除），對現代大氣中九種穩定同位素的豐度進行比較，顯示地球曾在其早期歷史中失去过至少一個海洋的水，發生的時間是在冥古宙（始於46億年前，結束於38億年前）和太古宙（始於40億年前，結束於25億年前）之間。
地球上的水在其吸積過程的後期會受到忒伊亚大碰撞（與月球形成相關，約發生於45億年前）的破壞，可能把大部分地殼和上地函的水分蒸發，並以岩石悬浮粒子和蒸氣組成的大氣層籠罩住這顆年輕的行星。岩石-蒸氣組合於兩千年內凝結，留下熱揮發成分，可能導致大氣中大部分剩餘的成分為甲烷和二氧化碳，夾雜有氫氣和水蒸氣。此後雖然地球的地表溫度達到230 °C（446 °F），但高温高气压也导致沸点升高，因此可能在一些低温区域已存在液態的地表水。隨著地表持續冷卻，大部分大氣中的水蒸气凝结降下形成早期海洋，二氧化碳經海水的沖刷和溶解而被去除，但隨著新的地表和地函循環出現，大氣中二氧化碳濃度仍然劇烈波動。
透過地質證據也有助於把液態水在地球上存在的時間範圍予以界限。從格林蘭西南方伊蘇阿綠岩帶所發現的枕形玄武岩（一種水下火山噴發過程中形成的岩石）樣本，提供38億年前地球上即有大型水體存在的證據。一項對加拿大魁北克省的努夫亞吉圖克綠岩帶所做的研究，當地的岩石年齡經測定後為38億年，另一項研究測定出的岩石年齡為42.8億年，顯示出在這些年代中地球即有水存在的證據。至於是否海洋早於這個時間即已存在，則尚無地質證據予以支持（可能是因為此類證據已被地殼循環等過程所破壞）。最近（2020年8月）研究人員發表的報告說，自地球形成（參見地球#地球形成）之初可能就已有足夠填充海洋的水存在。
像鋯石之類的礦物與岩石不同，其對風化和地質過程具有很強的抵抗力，因此可用來了解早期地球的狀況。根據鋯石的礦物學證據顯示，液態水和某種大氣必定在44.04 ± 0.08億年前（即地球形成後不久）就已存在。這類說法認為大約在44億至40億年前的冥古宙，地球溫度高，但因為當時的大氣壓力夠高（27個標準大氣壓），气液平衡足以讓至少一部分水維持液態。。其他在澳大利亞冥古宙岩石的研究中發現的鋯石，顯示早在40億年前就存在板塊構造論的證據。如果情況屬實，即表示早期地球的表面與今天的相差不遠，而非當時地表充滿熾熱熔岩和大氣中充滿二氧化碳的情況。地球板塊構造作用可捕獲大量的二氧化碳，而減少溫室效應，導致地表溫度降低，讓固體岩石和液態水得以形成。

## 地球上水的數量
雖然地球表面大部分被海洋覆蓋，但海洋中的水只佔地球質量的一小部分。海洋的質量估計為1.37 × 1021公斤，僅佔地球總質量6.0 × 1024公斤的0.023%。據估計，冰、湖泊、河流、地下水和大氣水蒸氣中還另外包含有5.0 × 1020公斤的水。地殼、地函和地核中也存有大量的水。地球內部的水與表面發現的分子形式H2O不同，它主要存在於水合物中，或者以與無水礦物中的氧原子鍵合的微量氫的形式存在。地表的水合矽酸鹽將水輸送到地球板塊隱沒帶（洋殼俯衝到大陸地殼之下），而進入地函。雖然因樣本有限，而讓估計地函的總水含量有困難度，但估計那兒可儲存大約三倍於地球海洋質量的水。 同樣的，地核所含有氫的數量可能相當於四到五個海洋的。

## 地球水起源假說

### 源自外行星
水的凝結溫度比構成太陽系類地行星的其他物質（例如鐵和矽酸鹽）低得多。在太陽系歷史早期，最接近太陽的原行星盤區域溫度很高，在地球形成時，海洋的水與地球一起凝結的可能性極低。遠離年輕太陽溫度較低的地方，水可凝結並形成冰冷星子。在早期太陽系中可能形成冰區域的邊界被稱為凍結線
（也稱為雪線），位於現代主小行星帶中（距太陽約2.7至3.1天文單位 (AU) 之間）。 因此地球上的水是由在凍結線之外形成的天體（例如彗星、海王星外天體和富含水的流星體（原行星））輸送而來。但輸送的時點仍然存有疑問。
有個假設聲稱地球在大約45億年前開始吸積（通過積累而逐漸增長）冰冷星子，當時地球的尺寸是目前的60%到90%之間。地球可在此情況下透過吸積和重大撞擊事件以某種形式將水保留。此假設有已知最古老的碳質球粒隕石和灶神星隕石（兩者都起源於太陽系的主小行星帶）之間水的豐度和同位素比相似性的支持。對鋨同位素比的研究也支持此一觀點，該比值顯示地球早期吸積的物質中包含有大量的水。阿波羅15號和阿波羅17號登月任務所收集的月球樣本，對其中化學成分測量的結果進一步支持此點，並顯示地球在月球形成之前就已經有水存在。
但此假設的問題是地球大氣層的惰性氣體同位素比率與地函中的稀有氣體同位素比率不同，表明兩者的來源不同。為解釋這種觀察結果，人們提出一種所謂的“後崁入”理論，認為在地球的歷史中，水是在與月球相關的大碰撞發生之後才被輸送到地球。但目前對地球形成的了解顯示地球物質中只有不到1%是在月球形成後才吸積而來，表示這樣的吸積物質中肯定富含水。電腦模型顯示早期的太陽系動力學，如果木星遷移到離太陽更近的地方，冰冷小行星可能會在此期間被傳送到內太陽系（包括地球）中。
但有以鉬同位素比證據支持的第三種假設，顯示的是地球上大部分的水都是由大碰撞說（月球形成）的同一事件中而獲得。
在2019年取得的證據顯示地函中的鉬同位素成分源自外太陽系，很可能是因此將水帶到地球。可能的解釋是大碰撞說中提起的忒伊亞行星在45億年前與地球相撞，而有月球形成，而忒伊亞可能源自外太陽系（而非內太陽系），並將水和碳基物質材料帶來。

## 太陽系中水的地球化學分析

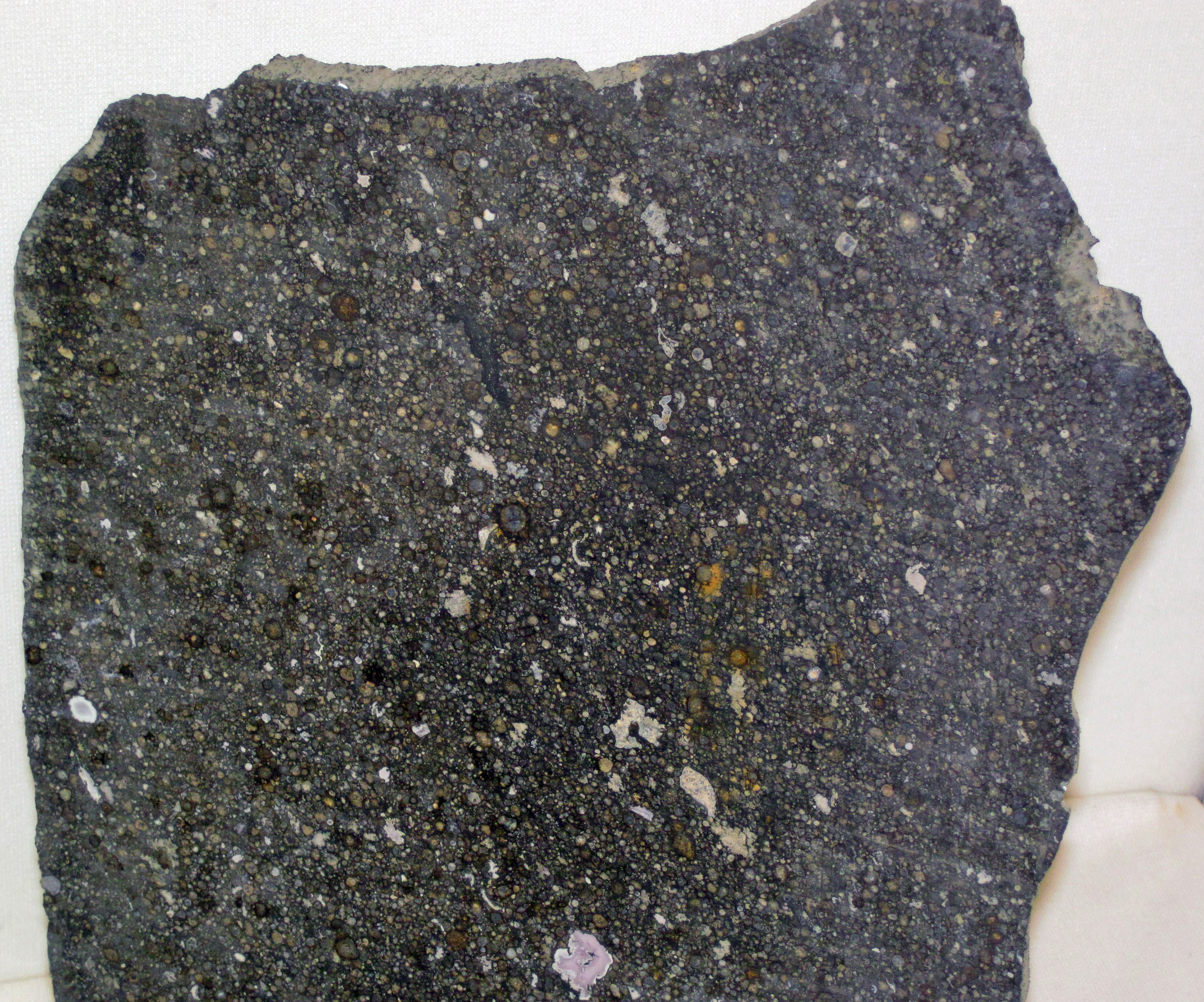
在1969年發現的阿顏德隕石是種碳質球粒隕石。這類隕石可能在早期將大部分的水由太空輸送到地球上，證據是其含有的同位素與地球海水中的相似。

同位素比具有獨特的“化學指紋”，可將地球的水與太陽系中其他天體的水進行比較。其中一種同位素比 - 氘與氫的比（D/H比）- 對於尋找地球上水的起源特別有用。氫是宇宙中最豐富的元素，其較重的同位素氘有時可取代H2O等分子中的氫原子。大多數氘是在大爆炸或超新星中產生，因此它在整個太陽系的形成和演化中會不均勻分佈，在太陽系形成的早期就被“鎖住”。經研究地球和太陽系其他冰凍天體的同位素比率，有機會找出地球水的來源。

### 地球
地球海水的氘與氫之比已知為非常精確的 (1.5576 ± 0.0005) × 10−4。這個數值代表的是地球上儲水所在全部來源的混合後結果，可用於識別地球水的一個或是多個來源。在地球的生命週期中，氘與氫的比可能會增加，因為較輕的同位素在大氣逃逸（進入太空）的過程中甚有可能會喪失。但目前科學界對於隨時間演進而降低地球D/H比的過程尚不知。 今日金星具有如此高D/H比的一種解釋是由於其中較輕同位素喪失的緣故，金星的水在失控溫室效應期間被蒸發，隨後其上大部分的氫也散逸進入太空。.最初輸送到地球水中的D/H比較現在的為低，地球上水的D/H比隨著時間演進而顯著增加。這與地球早期演化過程中即已存有很大部分水的情景呈現一致的情況。

### 小行星

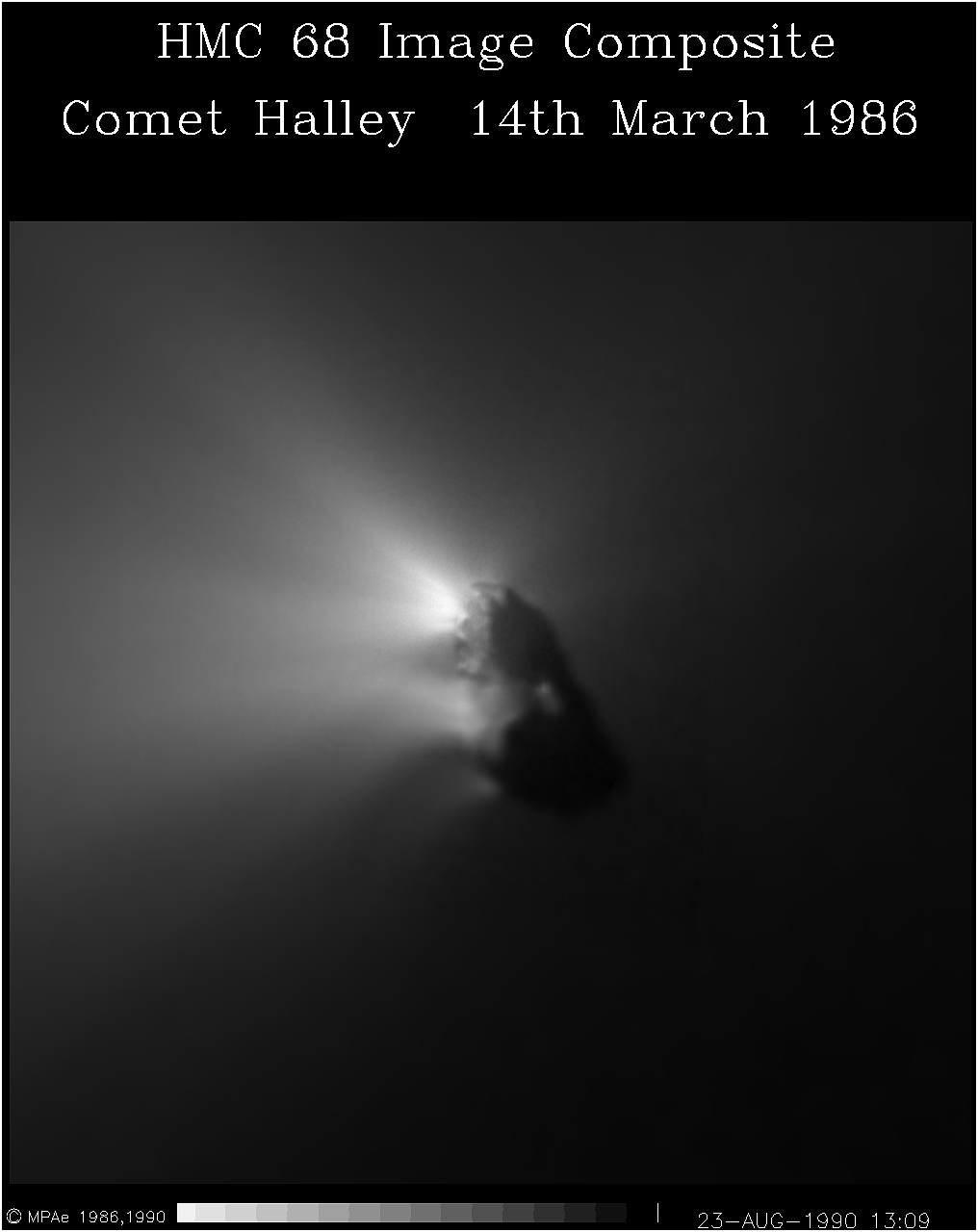
由歐洲太空總署所發射的太空船喬托號（Giotto），於1986年掠過哈雷彗星，使用質譜儀分析來自彗星表面冰的昇華中的同位素成分。

由多項地球化學研究所得的結論是小行星很可能是地球上水的主要來源。碳質球粒隕石是太陽系中最古老隕石中的一個子類，其同位素水平與地球海水最相似。碳質球粒隕石的CI群和CM群亞類的氫和氮同位素水平與地球海水非常匹配，表示這些隕石中的水可能是地球海洋的來源。在地球上發現的兩塊45億年前的隕石含有液態水以及多種貧氘有機化合物，進一步支持這一論點。地球目前的氘與氫的比例也與古代的鈣長輝長無粒隕石相匹配，這些隕石起源於外小行星帶的小行星灶神星。CI群、CM群和鈣長輝長無粒隕石被認為具有與來自外主小行星帶的古代冰原行星相同的水含量和同位素比率，這些原行星後來將水輸送到地球。
進一步對小行星粒子的研究為以下理論提供支持 - 即地球水的大部分來自太陽風中粒子攜帶的氫原子，這些氫原子與小行星上的氧氣結合，然後以太空塵埃的形式到達地球。研究利用原子探針斷層掃描技術，在日本太空隼鳥號探測器從小行星25143取回的顆粒中發現單個顆粒表面上有氫氧化物和水分子存在。

### 彗星
彗星是由塵埃和冰組成的一公里大小的天體，起源於古柏帶（20-50個天文單位之外）和歐特雲（>5,000 個天文單位之外），依循高度橢圓型的軌道而進入內太陽系。科學家對它們進入內太陽系的軌道，及其所具有的冰成分作為遠程和原位測試D/H比的目標。
假設地球上的水僅源自彗星的可能性並不大，由哈雷彗星、百武二號彗星、海爾-博普彗星、2002T7彗星和塔特爾彗星上水的D/H比大約是海水的兩倍。根據這種彗星D/H比，電腦模型預測地球上的水不到10%是由彗星所輸送而來。
其他週期較短的彗星（<20年）被稱為木星家族彗星，可能起源於古柏帶，但其軌道路徑受到與木星或海王星引力相互作用的影響。歐洲太空總署發射的太空探測器羅塞塔號對其中一顆楚留莫夫-格拉希門克彗星進行同位素測量，發現其D/H比是地球海水的三倍。另一顆木星家族哈特雷二號彗星的D/H比與地球海水一致，但其氮同位素水平與地球的不匹配。

## 附註
- Jörn Müller, Harald Lesch (2003): Woher kommt das Wasser der Erde? - Urgaswolke oder Meteoriten. Chemie in unserer Zeit 37(4), pg. 242 – 246, ISSN 0009-2851
- Parts of this article were translated from the Herkunft des irdischen Wassers（德语：Herkunft des irdischen Wassers）from the German Wikipedia, on 4/3/06

## 外部連結
- Dr. C's Ocean World: "How the Oceans Formed" (archived copy)
- Nature journal: "Earth has water older than the Sun" （页面存档备份，存于）